# Torre de Roca-salva
La Torre de Roca-salva, casa forta de Roca-salva o Torre de Sant Climent és una obra d'Amer (Selva) declarada Bé Cultural d'Interès Nacional. En concret, és situada al vessant del puig Galí, damunt de la plana d'Amer. Des de la casa hi ha un visibilitat excel·lent de la plana de Sant Climent i del Pasteral, cosa que acredita la seva històrica funció de vigilància territorial.

## Descripció
Edifici aïllat format per dos estructures d'habitatge annexes i una torre circular situat a la falda del Puigdalí. Les façanes són arrebossades amb la pedra vista i les cobertes, de doble vessant a laterals. Les pedres de la façana són mitjanes i irregulars, però les de les cadenes cantoneres són grosses i ben escairades.
La torre de Sant Climent està formada per una sala de planta rectangular i la torre. A aquesta casa es va afegir una nova construcció (segle XVII-XVIII).
Pel que fa a l'edifici original, està restaurat i actualment presenta una gran porta adovellada de grans blocs ben escairats de pedra sorrenca. La porta està decorada amb una porta de ferro amb petites obertures quadrangulars, una rampa d'accés de fusta i dues cadenes, que li donen una aparença d'escenografia medieval. La dovella clau conté la llegenda Torredemer, l'any 2000 i un escut que pertany al llinatge dels Ciutadans Honrats de Barcelona de la casa pairal, al carrer Major, del Pla de Santa Maria (Alt Camp). A l'interior hi ha un pati amb una escala i una finestra emmarcada de pedra de nova talla, amb tres arcs trilobulats i dues columnetes monolítiques. A la terrassa del sector occidental (segle xix), a l'altura del primer pis, que també és una ampliació de l'estructura original, hi ha, una obertura amb una llinda monolítica de nova talla amb la llegenda següent: RAMON TORREDEMER i TURU / M'HA RESTAURAT / 1993 IHS + 2003.
La façana posterior, de la part nord, consta de diverses finestres emmarcades de pedra i d'un portal restaurat de pedra sorrenca nova idèntic a l'existent antigament, amb un baix relleu a la dovella clau amb un escut de tres conxes, signe del llinatge dels Soler. En realitat pertany als Desbach.
La façana lateral, a llevant, és de l'ampliació dels segles XVII-XIX. La façana és de pedra vista per sustracció de l'arrebossat original, cosa que es fa evident en l'emmarcament de la porta princiapal. La façana consta d'un portal emmarcat de pedra d'arc rebaixat i de diverses finestres emmarcades de rajola. La cornisa té un ràfec de tres fileres, dues de rajola plana i una de teula.
Pel que fa a la torre, fa una altura de 16 metres, 3 de diàmetre exterior i està situada a l'angle sud de la casa. La seva planta és circular i el material constructiu és la pedra calcària, corrent als voltants de la casa i a la zona. Al nivell inferior té tres espitlleres i a la part superior, vàries finestres petites. A la torre s'hi accedeix per una porta emmarcada de pedra i llinda monolítica des de la planta baixa. La seva conservació exterior és regular, ja que presenta vegetació adherida i mal estat de l'arrebossat, sobretot a la part alta.
A la part nord de la casa es conserven restes d'edificacions anteriors (Parets) i una bassa de recollida d'aigües actualment usada com a cisterna metàl·lica circular dels bombers.
Encara es conserva, davant de la casa, l'estructura i el paviment enrajolat de l'antiga era de batre.
Al voltant del mas hi ha una tanca metàl·lica de color verd i un portal tancat.
Uns 300 metres al nord de la casa, seguint per un camí que ve d'Amer, hi ha una petita estructura rectangular, amb un adossat, tot en ruïnes, en un lloc amb molta visibilitat, que potser està relacionada amb la Torre de Sant Climent.

## Història
Jaciment on si ha trobat sols una àmfora itàlica de l'època romano-republicana.
El nom de Roca-salva pot venir de Albeccaris, roca-alba (blanca o alta).
Masia fortificada, datada des del segle xi, reformada i ampliada als segles XVII, XIX, XX. La torre està datada del segle xiii. La casa es coneix popularment com La Torre de Sant Climent.
Des de la casa hi ha un visibilitat excel·lent de la plana de Sant Climent i del Pasteral, cosa que acredita la seva històrica funció de vigilància territorial. En aquest sentit, cal relacionar-la amb el Castell d'Estela, ja que formava part d'un mateixa línia defensiva de la Vall i era propietat de les mateixes famílies (Soler i Montcada). Pere Soler, casat amb Constança de Roca-Salva, n'era el senyor el 1365 i Berenguer Soler, el 1406, era senyor de Roca-Salva i d'Estela.
Pasà als Cahors Senyors de Vilardell (s. XVI) per matrimoni amb Constanza de Soler; als Delfau (Burgués Honrad de Perpinyá) per compra el 1665; als Metje de Vilaür, als Valls de Sant Juliá de Llor, als Rich de Jafre, als Blador, el 1875 per compra als Llover de Barcelona, als Masdevall de Sant Martí de Llémana per compra el 1949, i Torredemer per compra el 1993.
Es tracta d'un edifici alt medieval, consistent en una torre circular i una sala rectangular, documentat des del segle X (949). La sala rectangular, de gran qualitat arquitectònica, tenia també la funció defensiva, ja que es conserven un seguit d'espitlleres avui integrades a les parets mestres de la masia. A aquest edifici original s'hi van afegir, als segles xvi i XIX, construccions adossades. Durant el segle XX ha estat abandonat fins fa 15 anys.
L'origen del nom Roca-Salva prové de l'arrel preromana "car", que significa pedra o roca, i del determinant llatí "albus,-a,-um", que vol dir blanc. El topònim Albercaris apareix documentat en l'acta de consagració de l'església del Monestir d'Amer del 949. Al segle xiv ja consta com a Fort de RocaSalva, derivació de "roques-albes".
Des de 1993 el propietari Ramon Torredemer i Turu ha reconstruït el conjunt per fer-ho habitable i li ha donat un aspecte senyorial i arqueologista-fantasiós amb una entrada principal "medievalitzada".
L'any 2004 es va realitzar una petita intervenció arqueològica al pati d'accés a l'edifici per reconèixer possibles ocupacions i evidenciar la seqüència constructiva. La torre circular i la sala primigènia són contemporànies, mentre que el mur que tanca el pati és posterior a aquests dos elements. L'any 2007 es va portar a terme una nova intervenció arqueològica centrada en la sala rectangular i l'espai exterior. A la sala rectangular no es van trobar indicis de paviments construïts anteriors a l'actual, el qual aprofita el mateix subsòl natural de roca mare, per tant es tracta del nivell de circulació original. El desnivell existent entre l'nterior de la torre i l'espai exterior fa pensar en un aprofitament natural per a la construcció d'aquests primers elements arquitectònics. A la part SE exterior, corresponent a la zona actual d'accés, es va documentar un mur que podria formar part del tancament perimetral inicial.